# Golfete Dulce

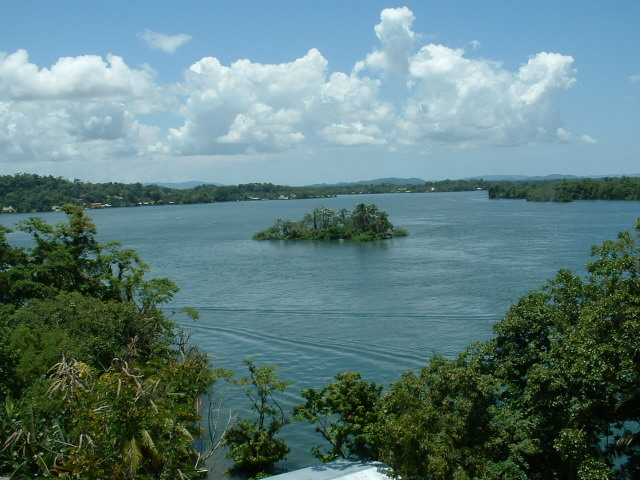
Le Rio Dulce en 2004.

Le Golfete Dulce (ou Golfo Dulce ou Golfete) est un lac du Guatemala, traversé par le Rio Dulce.

## Géographie
Situé à 8 m d'altitude, le Golfete Dulce a une profondeur moyenne de 3 m et une superficie de 61,82 km2. Il est alimenté par le Rio Dulce, issu du lac Izabal, ainsi que, de manière plus secondaire, par le Río Frío, le Río Bonito, le Río Tameja et le Río Chocón Machacas. Il s'écoule dans la mer des Caraïbes par le Rio Dulce.

## Écologie
Le Golfete Dulce a une température moyenne de 32 °C. Il abrite une riche diversité de poissons, de crustacés, d'oiseaux et de mammifères, et constitue l'un des derniers habitats du lamantin des Caraïbes.
Le lac est situé à l'intérieur du Parc National Río Dulce.